# Донохью, Закари
За́кари До́нохью (англ. Zachary Donohue; род. 8 января 1991 года, Мадисон, Коннектикут, США) — американский фигурист, выступавший в танцах на льду с Мэдисон Хаббелл. Они — олимпийские чемпионы в командном соревновании (2022), бронзовые призёры Олимпийских игр в танцах на льду (2022), трёхкратные серебряные (2018, 2021, 2022) и бронзовые (2019) призёры чемпионата мира, победители чемпионата четырёх континентов (2014), победители финала Гран-при (2018), трёхкратные чемпионы (2018, 2019, 2021) и многократные призёры национальных чемпионатов, чемпионы мира в составе команды США (2019).
С 2008 по 2010 год выступал в паре с Пайпер Гиллес, с которой он — двукратный бронзовый призёр чемпионата США среди юниоров (2009, 2010). Непродолжительное время выступал в паре с Алиссандрой Ароноу.
По состоянию на 26 марта 2022 года танцевальная пара занимает 2-е место в рейтинге Международного союза конькобежцев (ИСУ).

## Карьера
Летом 2008 года Закари встал в пару с Пайпер Гиллес. Они занимали призовые места на юниорских этапах Гран-при. Однако, в 2010 году пара распалась. Весной 2011 года Донохью встал в пару с Мэдисон Хаббелл.
В январе 2015 года пара во второй раз стала бронзовым призёром национального чемпионата.
Первый старт пары в сезоне 2015—2016 был на домашнем этапе серии «Челленджер» в Солт-Лейк-Сити, который танцоры выиграли. Далее был французский этап Гран-при Trophée Bompard, однако, после коротких программ, соревнования были отменены из соображений безопасности (в столице Франции произошла серия терактов). Далее пара выступила на этапе Гран-при NHK Trophy, где заняли третье место и улучшили все свои спортивные достижения в короткой, произвольной программах и сумме. Именно это позволило паре впервые выйти в финал Гран-при, где заняли шестое место. Через месяц на национальном чемпионате фигуристы вновь выиграли бронзовые медали. В феврале на континентальном чемпионате в Тайбэе американские танцоры финишировали четвёртыми. В начале апреля в Бостоне на домашнем мировом чемпионате фигуристы вошли в число шести лучших пар и улучшили свои прежние достижения в произвольной программе и сумме.
Новый предолимпийский сезон пара начала дома; в середине сентября, на турнире в Солт-Лейк-Сити они уверенно заняли первое место. Однако в октябре они выступали на турнире Finlandia Trophy, где финишировали уже вторыми. В середине октября американские танцоры выступали на домашнем этапе Гран-при в Чикаго, где на Кубке Америки они заняли также второе место. В середине ноября фигуристы выступали на очередном этапе Гран-при в Париже, где на турнире Trophée de France они в упорной борьбе сумели завоевать серебряные медали. Это позволило им уверенно выйти в финал Гран-при, в Марселе. Во Франции в упорной борьбе они заняли предпоследнее место, при этом улучшили свои прежние достижения в короткой программе и сумме. В январе 2017 года на национальном чемпионате в Канзасе пара не смогла составить конкуренцию ведущим американским танцорам; фигуристы выиграли третье место. В середине февраля фигуристы выступали в южнокорейском городе Каннын на континентальном чемпионате, где улучшили свои прежние достижения в коротком танце и сумме, но заняли только четвёртое место. В конце марта американские фигуристы выступали на мировом чемпионате в Хельсинки, где им удалось войти в десятку ведущих танцевальных пар. При этом они улучшили свои прежние достижения в коротком танце.
В сентябре американская пара начала дома олимпийский сезон в Солт-Лейк-Сити, где на турнире U.S. International Figure Skating Classic они финишировал с золотой медалью. Через месяц пара выступала в серии Гран-при на канадском этапе, где финишировали с бронзовыми медалями. Им также удалось улучшить свои прежние достижения в сумме и произвольном танце. Через месяц приняли участие в японском этапе серии Гран-при, где финишировали с серебряными наградами. Это позволило им уверенно выйти в Финал Гран-при. В Нагое американские танцоры выступили удачно, они в упорной борьбе заняли место рядом с пьедесталом. В начале января на национальном чемпионате фигуристы впервые, в упорной борьбе, стали чемпионами страны. В середине февраля в Канныне на личном турнире Олимпийских игр американские фигуристы финишировали рядом с пьедесталом. Им также удалось улучшить свои прежние достижения в коротком танце.

## Программы
(С М. Хаббелл)
| Сезон     | Короткий танец | Произвольный танец | Показательные выступления |
| --------- | --- | --- | --- |
| 2021-2022 | - Hip Hop: Nasty - Blues: Rope Burn - Hip Hop: Rhythm Nation Джанет Джексон                                                                               | - Drowning Anne Sila | |
| 2020-2021 | «Бурлеск» - Express - Guy What Takes His Time - Tough Lover в исполнении Кристина Агилера                                                                 | - Hallelujah в исполнении Джефф Бакли - Pray Gently to the Night Карл Гюго - Hallelujah в исполнении K.d. lang                                                                         | - Jealous Labrinth |
| 2019–2020 | - Джайв: My Heart Belongs to Daddy Коул Портер - ВКС: Let's Be Bad Марк Шейман, Скотт Уиттман                                                             | «Звезда родилась» - Shallow Леди Гага, Брэдли Купер - Alibi Леди Гага, Брэдли Купер | |
| 2018–2019 | - Танго: Alevare Астор Пьяццолла - Танго: Tangata del Alba Астор Пьяццолла                                                                                | - Introduction to Romeo (из фильма «Ромео + Джульетта») Крэйг Армстронг - Kissing You (instrumental) (из фильма «Ромео + Джульетта») Крэйг Армстронг - Kissing You в исполнении Дез’ри | - Make Me Feel Жанель Монэ |
| 2017–2018 | - Самба: Le serpent Guem - Румба: Cuando calienta el sol Talya Ferro - Самба: Sambando                                                                    | - Across the Sky (instrumental) Rag'n'Bone Man - Caught Out in the Rain Бет Харт | - Across the Sky (instrumental) Rag'n'Bone Man - Caught Out in the Rain Бет Харт - Make Me Feel Жанель Монэ - The Blower's Daughter Дэмьен Райс - BelieverImagine Dragons |
| 2016–2017 | - Блюз: Feeling Good Нина Симон - Хип-Хоп: Попурри Хип-Хоп                                                                                                | - I Wanna Dance with Somebody Bootstraps - Can't Help Falling in Love Ингрид Майклсон - Earned It Bootstraps                                                                           | - Stand by Me Florence and the Machine - BelieverImagine Dragons - Qué has hecho con mi vida Эва Руис - Slip Эллиот Мосс                                                  |
| 2015–2016 | - Вальс: Hallelujah Кэтрин Дон Ланг - Марш: Hallelujah March Karl Hugo                                                                                    | - Adagio for Tron Daft Punk | - Slip Эллиот Мосс - You Can Leave Your Hat On Джо Кокер - I Put a Spell on You Джо Кокер                                                                                 |
| 2014–2015 | - Фламенко: Fiesta flamenca Монти Келли - Пасодобль: Spanish Gypsy Dance 101 Strings                                                                      | «Великий Гэтсби» - Young and BeautifulЛана Дель Рей - Back to Black Бейонсе, André 3000 - A Little Party Never Killed Nobody Ферги                                                     | - Down the Road C2C - Happy C2C - Lay Me DownСэм Смит |
| 2013–2014 | - Квикстеп: Mr. Pinstripe Suit Big Bad Voodoo Daddy - Фокстрот: Maddest kind of love Big Bad Voodoo Daddy - Чарльстон: Diga Diga Doo Big Bad Voodoo Daddy | - Nocturne Into Bohemian Rhapsody Лусия Микарелли | - Bang Bang Nico Vega - Hide and Seek Имоджен Хип - Whatcha Say Джейсон Деруло                                                                                            |
| 2012–2013 | - Вальс: Waltz Джеймс Хорнер - Полька: John Ryan's Polka Джеймс Хорнер                                                                                    | - Farrucas Эрнесто Лекуона - Un Amor Эрнесто Лекуона - Malagueña Эрнесто Лекуона | - A Thousand Years Кристина Перри |
| 2011–2012 | - Мамбо - Румба - Самба Латина попурри | - I Put a Spell on You Джо Кокер | - Make You Feel My Love Адель |

(С П. Гиллес)
| Сезон     | Короткий танец | Произвольный танец |
| --------- | --- | --- |
| 2009–2010 | - Thank God I'm a Country Boy Джон Денвер - Country Roads Джон Денвер - Devil Went Down to Georgia Charlie Daniels Band - Flamenco medley The Gypsy Queens и Kings | Alfred Hitchcock movies: - The Man Who Knew Too Much Бернард Херрманн - Vertigo Suite Бернард Херрманн - North by Northwest Overture Бернард Херрманн |
| 2008–2009 | - Go Daddy-O Big Bad Voodoo Daddy - Flat Foot Floogie Yallopin' Hounds Orchestra - Sing, Sing, Sing Джеймс Хорнер                                                  | - Malagenha Sergei Mendes - Besame Mucho в исполнении Мишель Петруччиани с the Graffiti Quartet - Pontero en Libertad Моника Наранхо                  |

## Спортивные достижения

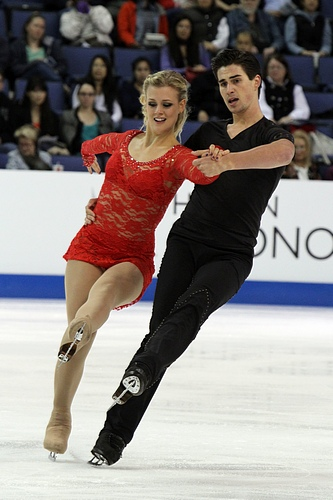
Мэддисон Хаббелл и Захари Донохью на Skate America 2011

(с Мэдисон Хаббелл)
| Соревнования                                                | 11/12         | 12/13         | 13/14         | 14/15         | 15/16         | 16/17         | 17/18         | 18/19         | 19/20         | 20/21         | 21/22         |
| Международные                                               | Международные | Международные | Международные | Международные | Международные | Международные | Международные | Международные | Международные | Международные | Международные |
| ----------------------------------------------------------- | ------------- | ------------- | ------------- | ------------- | ------------- | ------------- | ------------- | ------------- | ------------- | ------------- | ------------- |
| Олимпийские игры                                            |               |               |               |               |               |               | 4             |               |               |               | 3             |
| Чемпионаты мира                                             | 10            |               |               | 10            | 6             | 9             | 2             | 3             | C             | 2             | 2             |
| Чемпионаты четырёх континентов                              | 5             |               | 1             |               | 4             | 4             |               | 4             | 3             |               |               |
| Финалы Гран-при                                             |               |               |               |               | 6             | 5             | 4             | 1             | 3             |               | C             |
| Этапы Гран-при: NHK Trophy                                  |               |               |               |               | 3             |               | 2             |               |               |               |               |
| Этапы Гран-при: Trophée Éric Bompard                        |               | 4             |               | 3             | 1             | 2             |               |               |               |               |               |
| Этапы Гран-при: Skate Canada                                |               | 5             | 3             | 3             |               |               | 3             | 1             | 2             |               |               |
| Этапы Гран-при: Skate America                               | 6             |               | 4             |               |               | 2             |               | 1             | 1             | 1             | 1             |
| Этапы Гран-при: Италия                                      |               |               |               |               |               |               |               |               |               |               | 2             |
| Челленджеры. US International Classic                       |               |               |               |               | 1             | 1             | 1             | 1             |               |               | 1             |
| Челленджеры. Золотой конёк Загреба                          |               |               |               | 1             |               |               |               |               |               |               |               |
| Челленджеры. Finlandia Trophy                               |               | 3             |               | WD            |               | 2             |               |               |               |               |               |
| Nebelhorn Trophy                                            | 1             |               | 1             |               |               |               |               |               |               |               |               |
| Международные командные                                     |               |               |               |               |               |               |               |               |               |               |               |
| Олимпийские игры                                            |               |               |               |               |               |               |               |               |               |               | 1             |
| Командные чемпионаты мира                                   |               |               |               |               |               |               |               | 1             |               |               |               |
| Национальные                                                |               |               |               |               |               |               |               |               |               |               |               |
| Чемпионаты США                                              | 3             | 4             | 4             | 3             | 3             | 3             | 1             | 1             | 2             | 1             | 2             |
| WD = пара снялась с соревнований; C = соревнование отменено |               |               |               |               |               |               |               |               |               |               |               |

(с Пайпер Гиллес)
| Соревнования                        | 08/09                       | 09/10                       |
| Международные среди юниоров         | Международные среди юниоров | Международные среди юниоров |
| ----------------------------------- | --------------------------- | --------------------------- |
| Чемпионат мира среди юниоров        |                             | 9                           |
| Этапы юниорского Гран-при: Чехия    | 1                           |                             |
| Этапы юниорского Гран-при: Германия |                             | 3                           |
| Этапы юниорского Гран-при: Венгрия  |                             | 4                           |
| Этапы юниорского Гран-при: ЮАР      | 2                           |                             |
| Национальные                        |                             |                             |
| Чемпионат США среди юниоров         | 3                           | 3                           |